# 380-ті до н. е.
В цій статті описується період 389 — 380 рр. до н. е..

## Події
- правління в Спарті царя Агесілая II;

## Народились
- 384 до н. е. — Аристотель, Давньогрецький філософ, учень Платона, і вчитель Александра Македонського